# My Foolish Heart (Album)

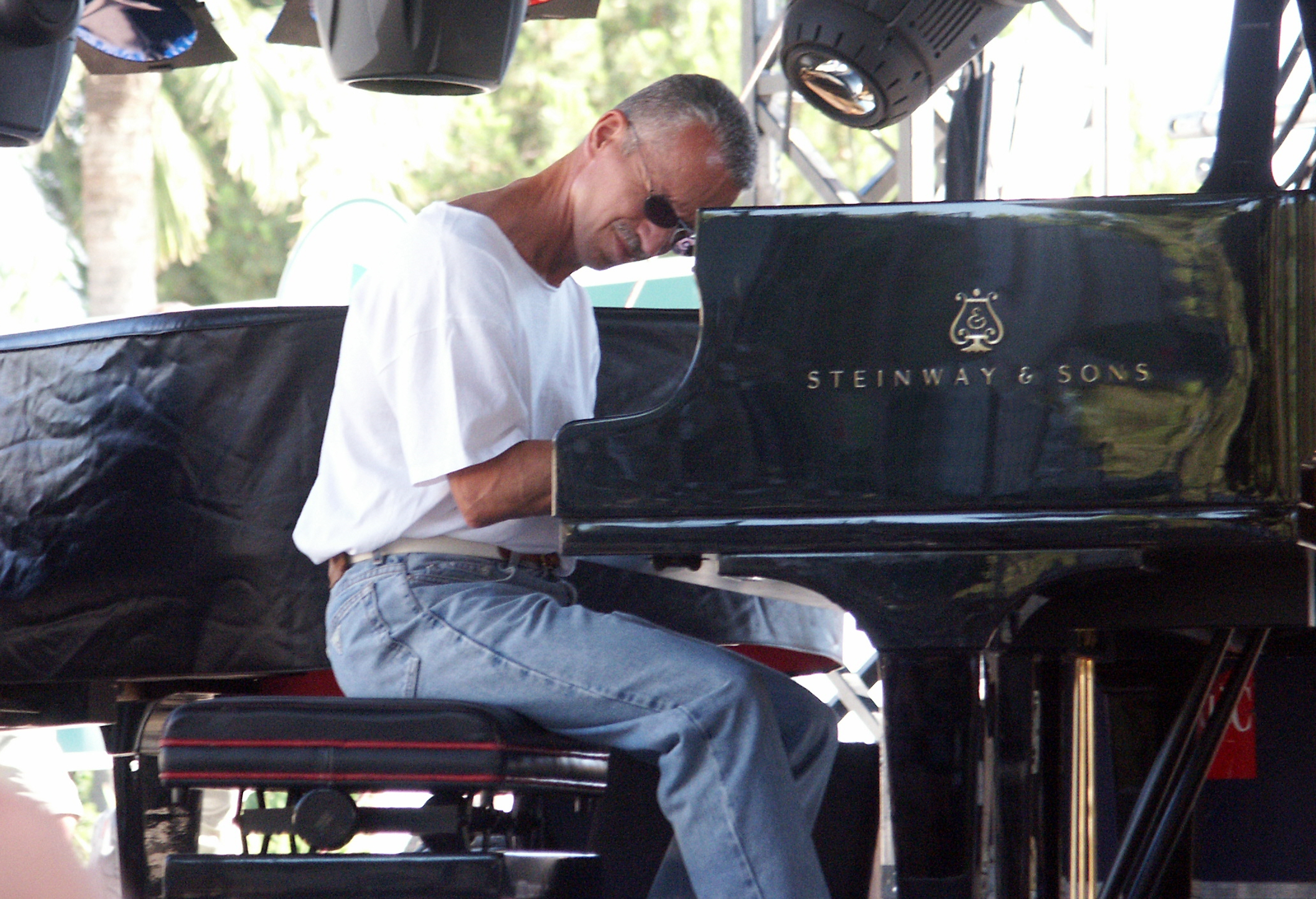
Keith Jarrett (2003)

My Foolish Heart ist ein Livealbum des US-amerikanischen Jazz-Trios Keith Jarrett, Gary Peacock und Jack DeJohnette (Standards Trio), das am 22. Juli 2001 beim Montreux Jazz Festival in der Schweiz aufgenommen und 2007 bei ECM Records veröffentlicht wurde.

## Das Album
Insgesamt hat das Album 13 Titel, verteilt auf 2 CDs, mit einer Gesamtspiellänge von 108 Minuten und 31 Sekunden.
Für die drei Musiker, die erstmals 1977 mit Tales of Another (ECM, 1977) ein gemeinsames Album veröffentlicht hatten, 1983 mit Standards, Vol. 1 (ECM, 1983) ihr erstes Album als Standards Trio vorlegten und laut Wolfgang Sandner „eine der dauerhaftesten musikalischen Partnerschaften in der Geschichte des Jazz werden“ sollten, war 2001 ein sehr produktives und intensives Jahr ihrer bis dahin 24-jährigen Zusammenarbeit. Im April 2001 hatten sie schon mehrere Konzerte in Tokio gegeben, die auf den Alben Always Let Me Go (ECM, 2001) und Yesterdays (ECM, 2009) festgehalten sind. Und drei Monate später, am 22. Juli 2001, dann der Auftritt beim Montreux Jazz Festival in der Schweiz, das auf dem Album My Foolish Heart dokumentiert ist.
Gemäß der Beschreibung des Albuminhaltes bei ECM Records war der Auftritt in Montreux „eine selbst nach Maßstäben dieser Gruppe außergewöhnlich facettenreiche Darbietung, die geradezu ausgelassen durch die Geschichte des Jazz streift. Die drei Ausnahmemusiker spielen bekannte Jazzstandards wie What’s New?, The Song Is You, Guess I’ll Hang My Tears Out to Dry, On Green Dolphin Street, Only The Lonely und den Titelsong My Foolish Heart. Auf dem Programm standen zudem die Klassiker Four von Miles Davis, Straight No Chaser von Thelonious Monk, Oleo von Sonny Rollins und Five Brothers von Gerry Mulligan. Wie stets bei dieser Formation überrascht die Fülle neuer Sichtweisen, die die Drei den vertrauten und zeitlosen Themen abgewinnen. Einen Höhepunkt erreicht das Konzert mit drei Stücken im Stride- und Ragtime-Stil, deren Verve förmlich den Geist von Fats Waller zu beschwören scheint. Von diesem nämlich stammen zwei der drei Nummern dieses fulminanten Zwischenspiels, die beiden unvergesslichen Ohrwürmer Ain’t Misbehavin’ und Honeysuckle Rose, während die dritte, You Took Advantage of Me, von Richard Rodgers und Lorenz Hart 1928 für das Musical Present Arms komponiert wurde.“ Also auch bei diesem Album eine gelungene Mischung aus Standards des Great American Songbooks und „Kompositionen bedeutender Jazzmusiker, die mit der Zeit zu sogenannten Jazz-Standards geworden sind.“
Dass das Album erst sechs Jahre nach dem Auftritt veröffentlicht wurde, begründet Keith Jarrett im Begleitheft zum Album wie folgt: „Diesen Konzertmitschnitt habe ich zurückgehalten, bis ich den richtigen Augenblick für gekommen hielt. Er zeigt das Trio von seiner launigsten, melodischsten und dynamischsten Seite. … Wenn es im Jazz um Swing, Energie und die schiere Ekstase von Musikern und Hörern geht, dann fällt mir kein anderes Konzert des Trios ein, das diese Qualitäten so vollständig und umfassend zum Ausdruck gebracht hätte.“
Schon sechs Tage nach ihrem Auftritt beim Montreux Jazz Festival, gab das Trio dann am 28. Juli 2001 ihr nächstes Konzert in der Bayrische Staatsoper in München. Wieder war es ein sehr gutes Konzert, veröffentlicht auf dem Album The Out-of-Towners (ECM, 2004). Und auch in 2002 folgte mit Up for It (ECM, 2002) ein weiteres auf Album dokumentiertes Live-Konzert des Standards Trios, eine Aufnahme vom 42. Juan-les-Pins Jazz Festival, Antibes am 16. Juli 2002. Danach sollte es sieben Jahre lang kein neues Album des Trios geben.

## Die Mitwirkenden

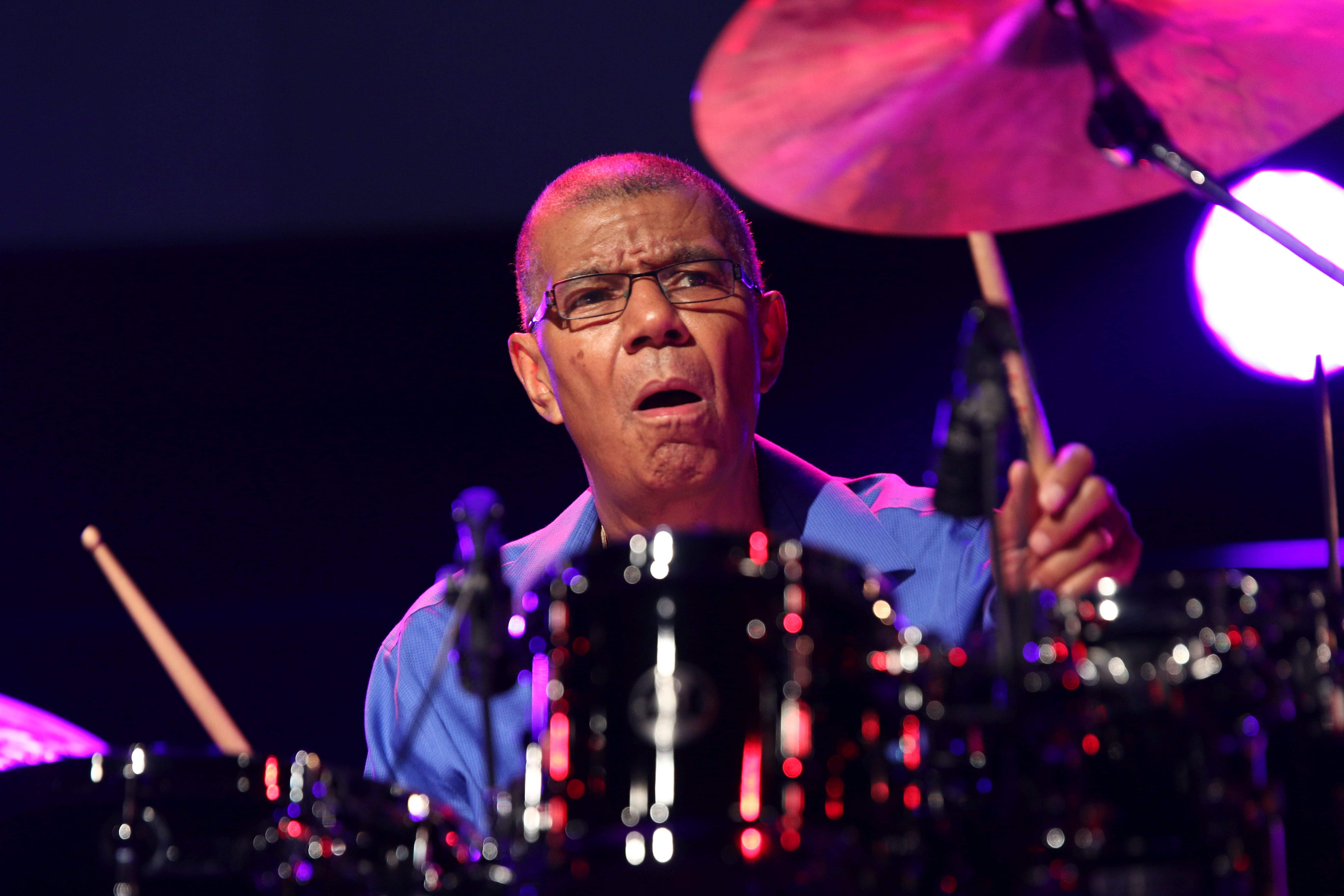
Jack DeJohnette (2015)

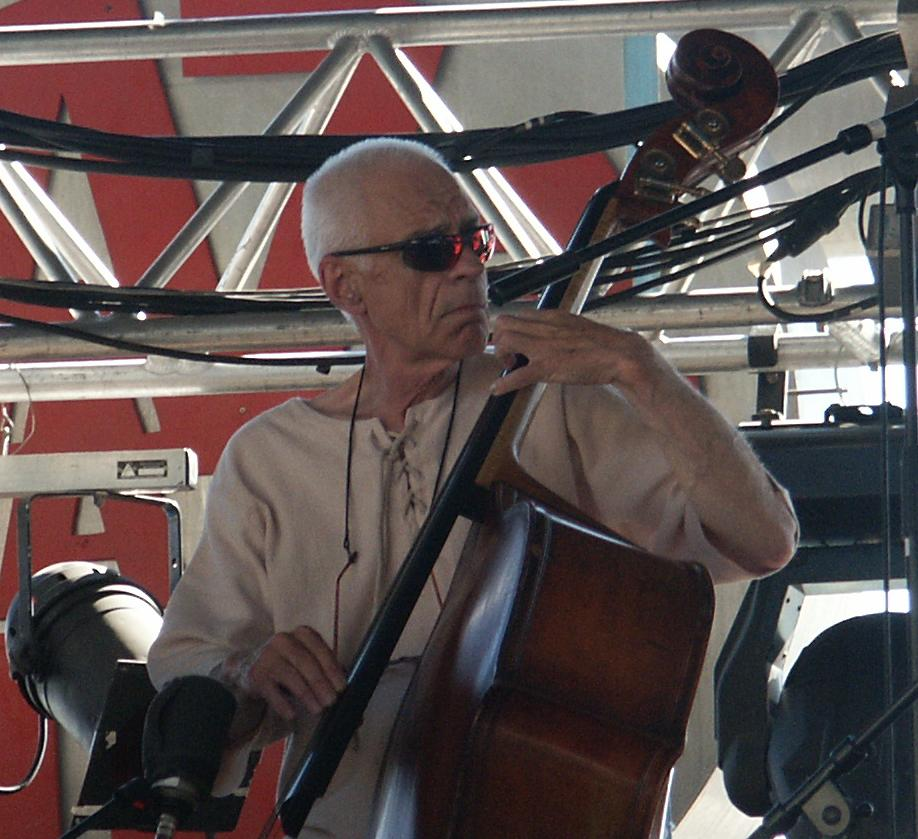
Gary Peacock (2003)

### Die Musiker und ihre Instrumente
- Keith Jarrett – Piano
- Gary Peacock – Kontrabass
- Jack DeJohnette – Schlagzeug

### Der Produktionsstab
- Sascha Kleis – Coverdesign
- Martin Pearson – Aufnahmetechnik
- Rose Anne Jarrett – Photographie
- Junichi Hirayama – Photographie
- Manfred Eicher – Produzent

## Die Titelliste
- Keith Jarrett, Gary Peacock, Jack DeJohnette: My Foolish Heart (ECM 2021/22 (173 7326))

CD 1
1. Four (Miles Davis) – 9:09
2. My Foolish Heart (Ned Washington, Victor Young) – 12:25
3. Oleo (Sonny Rollins) – 6:37
4. What’s New? (Johnny Burke, Bob Haggart) – 7:54
5. The Song Is You (Oscar Hammerstein II, Jerome Kern) – 7:43
6. Ain’t Misbehavin’ (Fats Waller, Harry Brooks, Andy Razaf) – 6:41

CD 2
1. Honeysuckle Rose (Andy Razaf, Fats Waller) – 6:45
2. You Took Advantage of Me (Lorenz Hart, Richard Rodgers) – 8:54
3. Straight, No Chaser (Thelonious Monk) – 10:05
4. Five Brothers (Gerry Mulligan) – 6:36
5. Guess I’ll Hang My Tears Out to Dry (Sammy Cahn, Jule Styne) – 11:09
6. Green Dolphin Street (Bronisław Kaper, Ned Washington) – 8:18
7. Only the Lonely (Sammy Cahn, Jimmy Van Heusen) – 6:15

## Die Rezeption
Die Rezeption des Albums in den deutschsprachigen Medien ist ausgesprochen positiv:
Thomas Lindemann schrieb in Die Zeit: „Gerade erschien die CD ‚My Foolish Heart‘, die manche große Jazznummer zum hektischen Ragtime verzerrt, und auf der die Soli sich bis ins Grelle radikalisiert haben, eine großartige Aufnahme.“
Für Ulrich Steinmetzger in Rheinischer Merkur sind: „diese Aufnahmen … eine Preziose und ein Muss. Standards wieder, diesmal aus Musicals oder von Miles Davis, Sonny Rollins und Thelonious Monk. In ihrer Summe definieren sie einen eigenen Standard. Der Blick geht vom Bebop weit zurück bis zu Rag und Stride. So viel Humor war nie im Triumvirat. Knapp zwei Lehrstunden Geschichtsaneignung.“
Berthold Klostermann stellte in der Zeitschrift Stereo fest: „Die … Doppel-CD zeigt das Trio in Hochform. Jarrett kostet die Melodien bekannter Songs aus, und in traumhafter Interaktion heben die drei ab, fliegen förmlich durch das Programm, wobei Jarrett den Piloten spielt.“
Und Sven Thielmann meint in der Zeitschrift Steroplay: „Dass diese … Doppel-CD so brillant klingt wie ein Schweizer Uhrwerk, war zu erwarten. Auch der Standard-Reigen vom balladesken ‚The Song Is You‘ bis zu Monks ‚Straight, No Chaser‘ in überbordender Spielfreude. Nicht aber drei Ragtimes, mit denen Jarrett erstmals den frühen Jazz beschwört. Prompt geistert Fats Waller derart lebendig durch die Stravinsky-Hall, dass einem ganz warm ums Herz wird. Klasse!“
Und das Jazzecho kommentiert: „Selbst für den Maßstab dieses Trios war es eine außergewöhnlich enzyklopädische Darbietung, bei der die Hörer in mitreißender Manier durch die Geschichte des Jazz geführt wurden.“
Auch die internationalen Medien regierten ausschließlich positiv:
Die Rezension bei Allmusic durch Thom Jurek wertete das Album mit 4½ von 5 Sternen und stellte fest: „Dieses Album ist atemberaubend vom Anfang bis zum Ende. Und es gibt darin Momente, in denen man nur mit offenem Mund auf das Album starrt und sich fragt, ob man das was man hört wirklich gehört hat. Es geschah und es geschieht, immer und immer wieder. Dieses Album-Set ist ein magischer, wundersamer Moment im Leben eines Trios, ein Moment voller Inspiration und Meisterschaft.“
John Fordham erkennt in seiner Rezension für The Guardian einen „Auftritt, der unterstreicht wieviel Fantasie dieses langjährig zusammen spielende Trio noch immer zur Hand hat.“
Stuart Nicholson lobte bei Jazzwise das Album in den höchsten Tönen: „Jarretts Trio, wenn nicht schon geschehen, erreicht nun institutionellen Status. Es ist Musizieren auf höchstem Niveau und seit ihren ersten Sessions im Jahr 1983 ist das Trio der Maßstab für Spitzenleistungen im Jazz, nicht nur in der Kunst des Klaviertrios, sondern auch in der Kunst des Improvisierens.“
Karl Stark weiß in The Philadelphia Inquirer: „Es gibt Nächte, in denen für die Künstler einfach alles klappt.“
All About Jazz versuchte das Album gar nicht erst einzuordnen, sondern schreibt: „Platzieren sie das Album wo immer sie wollen in Jarretts Diskographie, My Foolish Heart ist wirkliche Jazzartistik.“
Und Jazzreview meint: „Mit einfachen Worten gesprochen ist das Trio an der Spitze seines Könnens. Sie haben das Klaviertrio-Format nicht neu erfunden, sondern machen es einfach besser.“
The Penguin Guide to Jazz vergab dem Album 4 von 4 Sternen.